# 開雲
開雲集團（Kering，法語：[kɛːʁiŋ]）原名巴黎春天集團（PPR，為「碧諾-春天-雷都」（Pinault-Printemps-Redoute）的縮寫語），2013年6月18日經股東大會批准後改為現名，是一家以經營服裝及配飾等奢侈品為主的國際上市公司，總部位於法國巴黎，為世界第三大奢侈品公司，排名在LVMH和歷峰集團之後。
開雲集團由法國皮諾家族控股，公司現任董事長和執行長为弗朗索瓦-亨利·皮诺，他於2018年6月公開表示，從高檔時裝轉型為潮流品牌的巴黎世家已經成為了集團中增長最快的品牌。

## 歷史
開雲集團是於1962年由弗朗索瓦·皮諾（François Pinault）所創立。當時公司是經營木材貿易，對象為建築公司。1991年開始涉足零售，收購過多家零售集團。開雲是於1999年開始大舉入股著名品牌，其中首個入股者為GUCCI，當時收購了42%股份。其後入股的有YSL、寶緹嘉、巴黎世家等等。其後開雲集團更把上述品牌持股量增持至 100%。
2007年4月收購了德國運動用品生產商PUMA的27%股份；同年7月把股份增持至62.1%，成為PUMA最大股東。
2018年1月18日开云集团派發旗下德國體育品牌PUMA股份予開雲股東，每持有12股開雲股份可獲發1股 PUMA，分拆完成後開雲集團控股公司Artémis將擁有PUMA的29%股份。
2018年開雲集團公開業績，指出因受惠於中國市場並由旗下品牌GUCCI和巴黎世家帶動，時裝品牌銷售額第一季上升49%、第二季40.1%，集團總計銷售額大升33.9%。
2022年1月25日开云集团出售旗下瑞士手錶品牌芝柏錶與雅典錶的100%股權，給予集團內專營高級鐘錶的管理團隊Sowind Group SA。
2023年2月，开云集团宣布聘请雅诗兰黛前高管Raffaella Cornaggia，出任全新美妝部門的執行長。

## 旗下品牌
- YSL（Yves Saint Laurent）
- 布里奥尼（Brioni）
- 克里斯托弗·凯恩（英语：Christopher Kane）（Christopher_Kane）
- 寶曼蘭朵（Pomellato）
- 雅典錶（Ulysse Nardin）
- 芝柏錶（Girard- Perregaux）
- 尚维沙（JeanRichard）
- 麒麟珠寶（Qeelin）
- PUMA
- GUCCI集團旗下的GUCCI
- 塞乔罗希（Sergio Rossi）
- 寶詩龍（Boucheron）
- 奇諾麗（Ginori 1735）
- 亚历山大·麦昆（Alexander McQueen）
- 寶緹嘉（Bottega Veneta）
- 巴黎世家（Balenciaga）[8]
- 克雷德Creed

## 外部連結
- 官方网站